# Гаккапелиты

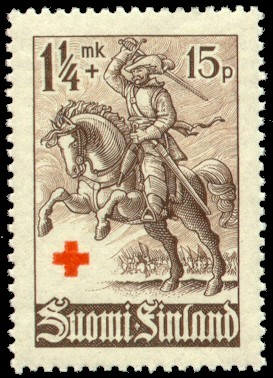
Гаккапелит на финской марке 1940 года.

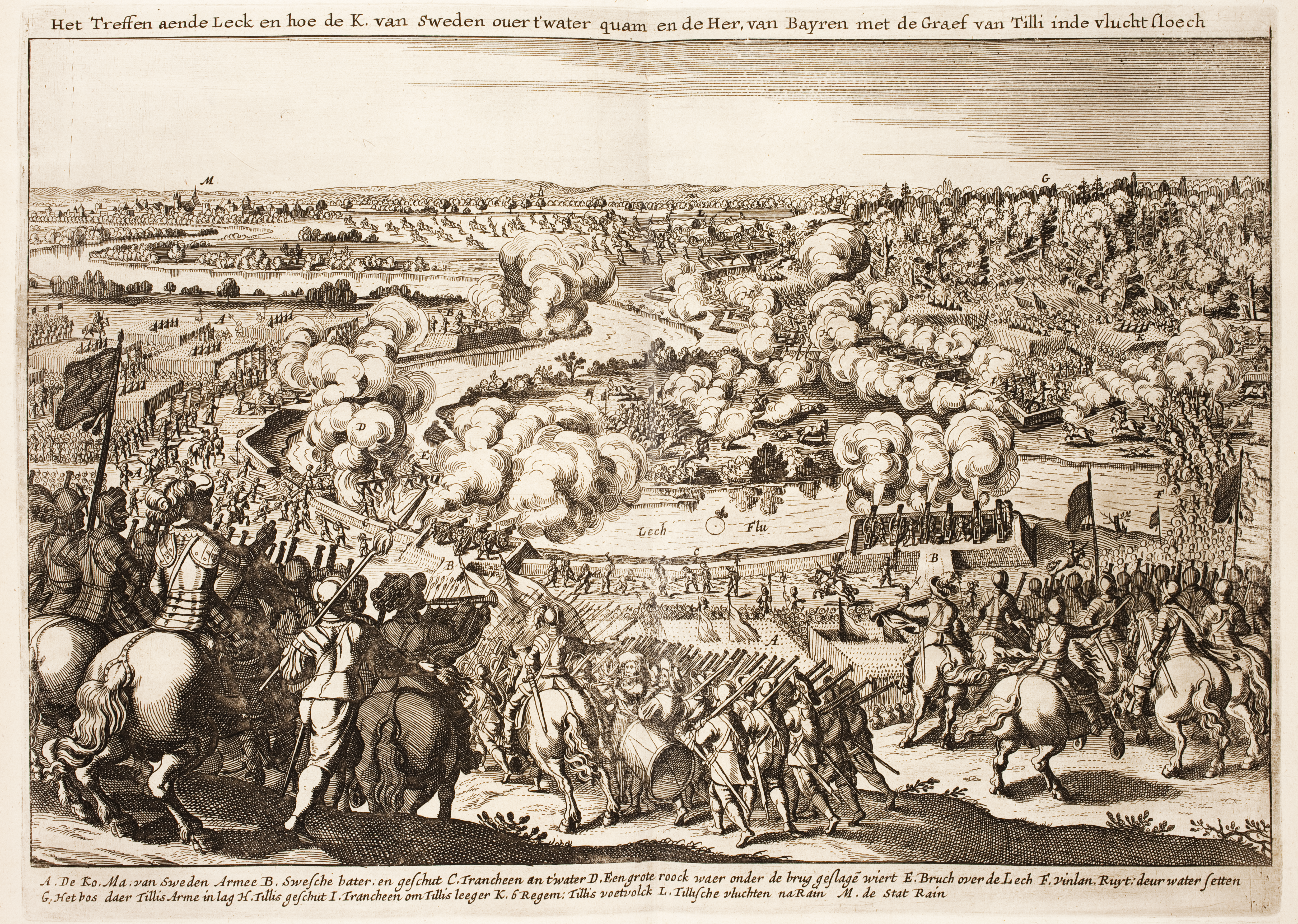
Финская кавалерия, пересекающая реку в битве на реке Лех, Тридцатилетняя война, 1632 год. Мериан Маттеус, 1642.

Гаккапелиты (фин. hakkapeliitat) — финские лёгкие кавалеристы на службе короля Густава Адольфа в Швеции во время Тридцатилетней войны (1618—1648).
Гаккапелиты — это возникшая в XIX в. финская модификация оригинального названия, которое использовалось иностранцами в Священной Римской империи и включало множество вариаций, таких, как Hackapelit, Hackapelite, Hackapell, Haccapelit или Haccapelite. Эти названия произошли от финского боевого клича hakkaa päälle (рус. «Ударь их!», швед. hacka på).
Кавалерия, подобная гаккапелитам, впервые была использована во время польско-шведских войн конца XVI века. В начале XVII в. кавалерия во главе с фельдмаршалом Якобом Делагарди участвовала в походах против Речи Посполитой и Русского государства. Кавалеристы-гаккапелиты во главе с фельдмаршалом Густавом Горном сыграли важнейшую роль в шведских победах в Германии во время Тридцатилетней войны.
Гаккапелитам посвящён финский военный марш Hakkapeliittain Marssi.

## Тактика
Гаккапелиты были хорошо обученными кавалеристами, которые преуспели прежде всего во внезапных и дерзких нападениях, рейдах и разведке. Одним из преимуществ быстрой и легкобронированной конницы гаккапелитов была их экипировка. Обычно, вооружение гаккапелитов включало меч, шлем, кожаный доспех или стальной нагрудник. Они атаковали на полном галопе, делая первый пистолетный выстрел за двадцать шагов, второй — за пять шагов, а затем переходя на меч и вступая в ближний бой. Сама лошадь также играла роль в бою, сминая ряды вражеской пехоты.
Лошади, использовавшиеся гаккапелитами, являются предками современной финской лошади, и отличались силой и выносливостью.

## Организация
У шведской армии было три кавалерийских полка из Финляндии:
- Нюландский и Тавастегусский кавалерийский полк[швед.]
- Або-Бьёрнеборгский кавалерийский полк[швед.]
- Выборгско-Нейшлотский кавалерийский полк[швед.]

## Известные битвы
Во время Тридцатилетней войны гаккапелиты отметились в следующих сражениях:
- Битва при Брейтенфельде (1631)
- Битва на реке Лех (1632)
- Битва при Лютцене (1632)
- Битва при Нёрдлингене (1634)
- Битва под Брайтенфельдом (1642)
- Битва под Янковом (1645)

200 гаккапелитов были также частью армии, которую король Швеции Карл X Густав провел зимой 1658 года через замерзшие датские проливы, что позволило ему завоевать датскую Сконе и закрепить её за Швецией по Роскилльскому миру.
Многие финские солдаты служили в шведской армии. В эпоху Шведской империи XVII века финская кавалерия постоянно использовалась в Германии, Богемии, Польше и Дании. Части конницы были размещены в Эстонии и Ливонии.

## В популярной культуре
- Nokian Tyres производит зимние шины под названием Hakkapeliitta.
- В игре Age of Empires III: Definitive Edition — уникальный юнит шведов.
- В игре Empire Total War у Швеции имеется уникальный отряд хаккапелита.